# Carlos Mora (piłkarz)
Carlos Andrei Mora Montoya (ur. 18 marca 2001 w San José) – kostarykański piłkarz występujący na pozycji prawego skrzydłowego, reprezentant Kostaryki, od 2024 roku zawodnik rumuńskiej Universitatei Craiova.